# Bureau Junction
Bureau Junction, également appelé Bureau, est un village du comté de Bureau dans l'Illinois, aux États-Unis,. Il est incorporé le 16 septembre 1901.

## Démographie
Lors du recensement de 2010, le village comptait une population de 322 habitants. Elle est estimée, en 2016, à 387 habitants.